# Haggöl (Hallingebergs socken, Småland)
Haggöl är en sjö i Västerviks kommun i Småland och ingår i Storån-Botorpsströmmens kustområde.